# Habronyx insidiator
Habronyx insidiator är en stekelart som först beskrevs av Smith 1874.  Habronyx insidiator ingår i släktet Habronyx och familjen brokparasitsteklar. Inga underarter finns listade i Catalogue of Life.